# Campeonato Ecuatoriano de Fútbol Serie A 2018
El Campeonato Ecuatoriano de Fútbol 2018, llamado oficialmente «Copa Lubricantes Havoline 2018» por motivos de patrocinio, fue la sexagésima (60.ª) edición de la Serie A del fútbol profesional ecuatoriano. El torneo fue organizado por la Federación Ecuatoriana de Fútbol y consistió en un sistema de 3 etapas. La primera y segunda etapa se desarrollaron con un sistema de todos contra todos, mientras que la tercera etapa consistió en la final del torneo en partidos de ida y vuelta que la jugaron los ganadores de las etapas anteriores y si el mismo equipo gana ambas etapas quedaba campeón directamente. Se otorgaron cuatro cupos para la Copa Libertadores 2019 campeón, subcampeón, tercero y cuarto de la acumulada; y cuatro para la Copa Sudamericana 2019 que son del quinto al séptimo de la acumulada más el ganador del repechaje contra el campeón de la Serie B.
Liga de Quito logró coronarse por décima primera vez en su historia tras empatar la ida en Guayaquil por 1 - 1 y ganar el partido de vuelta en Quito con el marcador de 1 - 0. También Liga se convirtió en el equipo que más finales ha ganado en la historia del fútbol ecuatoriano, con 6 victorias.

## Sistema de juego
El Campeonato Nacional 2018 estuvo compuesto de 3 etapas, se jugó con la misma modalidad del 2017.
El Campeonato Nacional de Fútbol Serie A 2018, según lo establecido, fue jugado por 12 equipos que se disputaron el título en tres etapas. En total se jugaron 44 fechas que iniciaron en febrero.
La primera etapa del campeonato consistió de 22 jornadas. La modalidad fue de todos contra todos; el equipo que terminó primero clasificó a la final de campeonato. 
La segunda etapa fue totalmente igual a la primera; el equipo que terminó primero clasificó a la final de campeonato. En caso de que la segunda etapa hubiese sido ganada por el mismo equipo que ganó la primera, no habría necesidad de jugar finales de ida y vuelta.
La tercera etapa sirvió para proclamar el «campeón nacional» y consistió en dos partidos en donde se disputó el campeonato en partidos de ida y vuelta entre los equipos que hayan logrado el primer lugar en las etapas primera y segunda del campeonato y si el mismo equipo gana ambas etapas queda campeón directamente.
Así mismo para la clasificación para los torneos internacionales fue de la siguiente manera: para la Copa Libertadores 2019 clasificaron el campeón como Ecuador 1, el equipo ubicado en segundo lugar de la tabla acumulada como Ecuador 2 (subcampeón en caso de haber final), el tercero de la tabla acumulada (o primer equipo mejor ubicado no clasificado a la final del campeonato) como Ecuador 3 y el cuarto de la tabla acumulada (o segundo equipo mejor ubicado no clasificado a la final del campeonato) como Ecuador 4. Para la Copa Sudamericana 2019 clasificaron: el quinto de la tabla acumulada (o primer equipo mejor ubicado no clasificado a la Copa Libertadores 2019) como Ecuador 1, el sexto de la tabla acumulada (o segundo equipo mejor ubicado no clasificado a la Copa Libertadores 2019) como Ecuador 2, el séptimo de la tabla acumulada (o tercer equipo mejor ubicado no clasificado a la Copa Libertadores 2019) como Ecuador 3 y el octavo de la tabla acumulada (o cuarto equipo mejor ubicado no clasificado a la Copa Libertadores 2019) disputó la definición del cuarto y último cupo a la Copa Sudamericana en partido de ida y vuelta contra el campeón de la Serie B.
Debido a los cambios implementados por la Conmebol para los torneos internacionales en el 2017, ningún equipo puede jugar los dos torneos al mismo tiempo, por eso la premiación a dichos torneos varía un poco respecto a la temporadas anteriores, ya que el campeón de la temporada se clasificaba a los dos torneos.
Los equipos que ocupen los dos últimos puestos en la tabla acumulada de ambas etapas (44 jornadas) perdieron la categoría y jugaron en la Serie B en el 2019, debido a la resolución tomada por la Liga Profesional de Fútbol del Ecuador el 21 de agosto de 2018 donde se decidió aumentar a 16 el número de equipos en la Serie A para 2019 por tanto los dos equipos que desciendan serán reinstaurados para la siguiente temporada.

## Relevo anual de clubes
| Pos | Ascendidos de la Serie B |
| --- | ------------------------ |
| 1.° | Técnico Universitario    |
| 2.° | Aucas                    |

| Pos  | Descendidos de la Serie A |
| ---- | ------------------------- |
| 11.° | Clan Juvenil              |
| 12.° | Fuerza Amarilla           |

## Equipos participantes

### Datos de los clubes
Los estadios para la temporada 2018, página oficial FEF.
| Nombre del club                       | Ciudad    | Entrenador       | Estadio                                    | Capacidad | Proveedor | Patrocinador                    |
| ------------------------------------- | --------- | ---------------- | ------------------------------------------ | --------- | --------- | ------------------------------- |
| Sociedad Deportiva Aucas              | Quito     | Darío Tempesta   | Banco del Pacífico Gonzalo Pozo Ripalda    | 18 799    | Umbro     | CNT / Banco del Pacífico        |
| Barcelona Sporting Club               | Guayaquil | Guillermo Almada | Monumental Banco Pichincha                 | 57 267    | Marathon  | Cerveza Pilsener                |
| Delfín Sporting Club                  | Manta     | Fabián Bustos    | Jocay                                      | 18 125    | Baldo's   | La Esquina de Ales              |
| Club Deportivo Cuenca                 | Cuenca    | Richard Páez     | Alejandro Serrano Aguilar Banco del Austro | 18 549    | Joma      | Chubb Seguros                   |
| Club Deportivo El Nacional            | Quito     | Eduardo Favaro   | Olímpico Atahualpa                         | 38 258    | Lotto     | ANDEC / Banco General Rumiñahui |
| Club Sport Emelec                     | Guayaquil | Mariano Soso     | Banco del Pacífico Capwell                 | 39 000    | Adidas    | Electrocables                   |
| Guayaquil City Fútbol Club            | Guayaquil | Pool Gavilánez   | Christian Benítez Betancourt               | 10 152    | Astro     | DirecTV                         |
| Club Independiente del Valle          | Sangolquí | Ismael Rescalvo  | General Rumiñahui                          | 7233      | Marathon  | Chevrolet / DirecTV             |
| Liga Deportiva Universitaria de Quito | Quito     | Pablo Repetto    | Rodrigo Paz Delgado                        | 41 575    | Puma      | Chevrolet                       |
| Club Social y Deportivo Macará        | Ambato    | Paúl Vélez       | Bellavista                                 | 16 467    | Boman     | Cooperativa San Francisco Ltda. |
| Club Técnico Universitario            | Ambato    | Fabián Frías     | Bellavista                                 | 16 467    | Boman     | Cooperativa San Francisco Ltda. |
| Club Deportivo Universidad Católica   | Quito     | Santiago Escobar | Olímpico Atahualpa                         | 38 258    | Umbro     | Discover Card                   |

### Distribución geográfica
| Provincia  | N.º | Equipos                                                                                |
| ---------- | --- | -------------------------------------------------------------------------------------- |
| Pichincha  | 5   | - Aucas - El Nacional - Liga de Quito - Universidad Católica - Independiente del Valle |
| Guayas     | 3   | - Barcelona - Emelec - Guayaquil City                                                  |
| Tungurahua | 2   | - Macará - Técnico Universitario                                                       |
| Azuay      | 1   | - Deportivo Cuenca                                                                     |
| Manabí     | 1   | - Delfín                                                                               |

| Delfín Independiente del Valle Barcelona Emelec Guayaquil City Universidad Católica Liga de Quito El Nacional Aucas Deportivo Cuenca Macará Técnico Universitario |

## Cambio de entrenadores

### Primera etapa
| Equipo                  | Pos. | Entrenador saliente   | Último partido                               | Fecha | Entrenador sucesor    | Fecha debut |
| ----------------------- | ---- | --------------------- | -------------------------------------------- | ----- | --------------------- | ----------- |
| Delfín                  | 9    | Guillermo Sanguinetti | Técnico Universitario 3 : 2 Delfín           | 9.°   | Fabián Bustos         | 10.°        |
| Deportivo Cuenca        | 11   | Aníbal Biggeri        | Deportivo Cuenca 1 : 1 Macará                | 9.°   | Guillermo Sanguinetti | 12.°        |
| Emelec                  | 4    | Alfredo Arias         | Independiente del Valle 0 : 2 Emelec         | 14.°  | Mariano Soso          | 16.°        |
| Deportivo Cuenca        | 11   | Guillermo Sanguinetti | Deportivo Cuenca 2 : 1 Delfín                | 17.°  | Richard Páez          | 20.°        |
| Independiente del Valle | 6    | Gabriel Schurrer      | Guayaquil City 0 : 1 Independiente del Valle | 19.°  | Ismael Rescalvo       | 21.°        |

### Segunda etapa
| Equipo                | Pos. | Entrenador saliente | Último partido                     | Fecha | Entrenador sucesor | Fecha debut |
| --------------------- | ---- | ------------------- | ---------------------------------- | ----- | ------------------ | ----------- |
| Técnico Universitario | 12   | Patricio Hurtado    | Emelec 3 : 0 Técnico Universitario | 1.°   | Fabián Frías       | 3.°         |
| Aucas                 | 11   | Luis Soler          | Emelec 2 : 0 Aucas                 | 7.°   | Darío Tempesta     | 9.°         |

## Primera etapa

### Clasificación
| Pos. | Equipo                  | Pts. | PJ | G  | E  | P  | GF | GC | Dif. |  |
| ---- | ----------------------- | ---- | -- | -- | -- | -- | -- | -- | ---- |  |
| 1    | Liga de Quito           | 46   | 22 | 14 | 4  | 4  | 32 | 18 | +14  |  |
| 2    | Barcelona               | 45   | 22 | 13 | 6  | 3  | 41 | 21 | +20  |  |
| 3    | Universidad Católica    | 38   | 22 | 11 | 5  | 6  | 40 | 28 | +12  |  |
| 4    | Emelec                  | 37   | 22 | 11 | 4  | 7  | 34 | 27 | +7   |  |
| 5    | Delfín                  | 33   | 22 | 10 | 3  | 9  | 35 | 34 | +1   |  |
| 6    | Independiente del Valle | 31   | 22 | 9  | 4  | 9  | 30 | 27 | +3   |  |
| 7    | Aucas                   | 29   | 22 | 6  | 11 | 5  | 25 | 18 | +7   |  |
| 8    | Macará                  | 27   | 22 | 7  | 6  | 9  | 25 | 29 | −4   |  |
| 9    | El Nacional             | 23   | 22 | 6  | 5  | 11 | 24 | 35 | −11  |  |
| 10   | Deportivo Cuenca        | 22   | 22 | 5  | 7  | 10 | 21 | 33 | −12  |  |
| 11   | Guayaquil City          | 16   | 22 | 3  | 7  | 12 | 15 | 28 | −13  |  |
| 12   | Técnico Universitario   | 15   | 22 | 3  | 6  | 13 | 15 | 39 | −24  |  |

 Fuente: FEF
|  | Clasifica a la final de campeonato y a la Copa Libertadores 2019. |

### Evolución de la clasificación
| Equipo                  | 01 | 02 | 03 | 04 | 05 | 06 | 07 | 08 | 09 | 10 | 11 | 12 | 13 | 14 | 15 | 16 | 17 | 18 | 19 | 20 | 21 | 22 |
| ----------------------- | -- | -- | -- | -- | -- | -- | -- | -- | -- | -- | -- | -- | -- | -- | -- | -- | -- | -- | -- | -- | -- | -- |
| Liga de Quito           | 10 | 6  | 4  | 4  | 4  | 3  | 2  | 3  | 2  | 2  | 2  | 1  | 1  | 1  | 1  | 1  | 1  | 1  | 1  | 1  | 1  | 1  |
| Barcelona               | 2  | 3  | 3  | 2  | 1  | 1  | 1  | 1  | 1  | 1  | 1  | 2  | 2  | 2  | 3  | 2  | 2  | 2  | 2  | 2  | 2  | 2  |
| Universidad Católica    | 9  | 4  | 7  | 5  | 5  | 5  | 5  | 4  | 4  | 4  | 3  | 3  | 3  | 3  | 2  | 3  | 3  | 3  | 3  | 3  | 3  | 3  |
| Emelec                  | 3  | 2  | 1  | 1  | 2  | 4  | 4  | 5  | 5  | 5  | 5  | 5  | 4  | 4  | 4  | 4  | 4  | 4  | 4  | 4  | 4  | 4  |
| Delfín                  | 6  | 11 | 11 | 12 | 8  | 8  | 8  | 9  | 9  | 6  | 6  | 6  | 6  | 5  | 5  | 5  | 5  | 5  | 5  | 5  | 5  | 5  |
| Independiente del Valle | 1  | 1  | 2  | 3  | 3  | 2  | 3  | 2  | 3  | 3  | 4  | 4  | 5  | 6  | 6  | 8  | 8  | 6  | 6  | 6  | 7  | 6  |
| Aucas                   | 5  | 10 | 5  | 7  | 7  | 7  | 6  | 6  | 7  | 7  | 7  | 7  | 7  | 7  | 7  | 7  | 7  | 9  | 9  | 8  | 6  | 7  |
| Macará                  | 12 | 12 | 9  | 6  | 6  | 6  | 7  | 7  | 6  | 8  | 8  | 9  | 9  | 9  | 9  | 9  | 9  | 8  | 7  | 7  | 8  | 8  |
| El Nacional             | 11 | 5  | 8  | 9  | 10 | 9  | 9  | 8  | 8  | 9  | 9  | 8  | 8  | 8  | 8  | 6  | 6  | 7  | 8  | 9  | 9  | 9  |
| Deportivo Cuenca        | 4  | 7  | 6  | 8  | 9  | 10 | 10 | 10 | 11 | 11 | 11 | 12 | 12 | 12 | 12 | 12 | 11 | 11 | 11 | 10 | 10 | 10 |
| Guayaquil City          | 7  | 8  | 12 | 11 | 11 | 12 | 12 | 12 | 12 | 12 | 12 | 11 | 11 | 10 | 11 | 10 | 10 | 10 | 10 | 11 | 11 | 11 |
| Técnico Universitario   | 8  | 9  | 10 | 10 | 12 | 11 | 11 | 11 | 10 | 10 | 10 | 10 | 10 | 11 | 10 | 11 | 12 | 12 | 12 | 12 | 12 | 12 |

### Resultados
Todos los horarios corresponden a la hora de Ecuador (UTC – 5).
| Barcelona        | 3 - 2 Archivado el 19 de febrero de 2018 en Wayback Machine. | Universidad Católica    | Monumental Banco Pichincha | 16 de febrero | 19:30 | GolTV y Teleamazonas |
| El Nacional      | 1 - 2 Archivado el 19 de febrero de 2018 en Wayback Machine. | Emelec                  | Olímpico Atahualpa         | 17 de febrero | 12:00 | GolTV y RTS          |
| Macará           | 1 - 3 Archivado el 21 de febrero de 2018 en Wayback Machine. | Independiente del Valle | Bellavista                 | 17 de febrero | 16:00 | GolTV                |
| Deportivo Cuenca | 2 - 1 Archivado el 21 de febrero de 2018 en Wayback Machine. | Liga de Quito           | Alejandro Serrano Aguilar  | 18 de febrero | 12:00 | GolTV                |
| Aucas            | 0 - 0 Archivado el 21 de febrero de 2018 en Wayback Machine. | Delfín                  | Gonzalo Pozo Ripalda       | 18 de febrero | 16:00 | GolTV                |
| Guayaquil City   | 0 - 0 Archivado el 23 de febrero de 2018 en Wayback Machine. | Técnico Universitario   | Banco del Pacífico Capwell | 19 de febrero | 19:00 | GolTV                |

| Emelec                  | 2 - 0 Archivado el 26 de febrero de 2018 en Wayback Machine. | Macará           | Banco del Pacífico Capwell | 23 de febrero | 19:30 | GolTV y Teleamazonas |
| Universidad Católica    | 3 - 1 Archivado el 27 de febrero de 2018 en Wayback Machine. | Deportivo Cuenca | Olímpico Atahualpa         | 24 de febrero | 12:00 | GolTV                |
| Independiente del Valle | 1 - 0 Archivado el 26 de febrero de 2018 en Wayback Machine. | Aucas            | General Rumiñahui          | 24 de febrero | 16:00 | GolTV y Televicentro |
| Técnico Universitario   | 0 - 1 Archivado el 26 de febrero de 2018 en Wayback Machine. | Barcelona        | Bellavista                 | 25 de febrero | 12:00 | GolTV                |
| Delfín                  | 1 - 3 Archivado el 26 de febrero de 2018 en Wayback Machine. | El Nacional      | Jocay                      | 25 de febrero | 17:00 | GolTV                |
| Liga de Quito           | 2 - 1 Archivado el 28 de febrero de 2018 en Wayback Machine. | Guayaquil City   | Rodrigo Paz Delgado        | 26 de febrero | 19:30 | GolTV                |

| Barcelona            | 0 - 0 Archivado el 4 de marzo de 2018 en Wayback Machine. | Independiente del Valle | Monumental Banco Pichincha | 2 de marzo | 19:30 | No tiene |
| Aucas                | 3 - 0 Archivado el 4 de marzo de 2018 en Wayback Machine. | El Nacional             | Gonzalo Pozo Ripalda       | 3 de marzo | 12:00 | No tiene |
| Deportivo Cuenca     | 1 - 1 Archivado el 6 de marzo de 2018 en Wayback Machine. | Técnico Universitario   | Alejandro Serrano Aguilar  | 3 de marzo | 17:00 | No tiene |
| Universidad Católica | 1 - 2 Archivado el 6 de marzo de 2018 en Wayback Machine. | Liga de Quito           | Olímpico Atahualpa         | 4 de marzo | 12:00 | No tiene |
| Guayaquil City       | 0 - 3 Archivado el 6 de marzo de 2018 en Wayback Machine. | Emelec                  | Banco del Pacífico Capwell | 5 de marzo | 19:30 | No tiene |
| Macará               | 2 - 1 Archivado el 6 de marzo de 2018 en Wayback Machine. | Delfín                  | Bellavista                 | 5 de marzo | 20:00 | No tiene |

| Técnico Universitario   | 0 - 2 Archivado el 12 de marzo de 2018 en Wayback Machine. | Universidad Católica | Bellavista                 | 9 de marzo  | 20:00 | No tiene |
| Independiente del Valle | 1 - 1 Archivado el 12 de marzo de 2018 en Wayback Machine. | Guayaquil City       | General Rumiñahui          | 10 de marzo | 16:00 | No tiene |
| Emelec                  | 4 - 1 Archivado el 12 de marzo de 2018 en Wayback Machine. | Deportivo Cuenca     | Banco del Pacífico Capwell | 10 de marzo | 16:30 | No tiene |
| Liga de Quito           | 1 - 1 Archivado el 12 de marzo de 2018 en Wayback Machine. | Aucas                | Rodrigo Paz Delgado        | 11 de marzo | 12:00 | No tiene |
| Delfín                  | 0 - 1 Archivado el 14 de marzo de 2018 en Wayback Machine. | Barcelona            | Jocay                      | 11 de marzo | 12:00 | No tiene |
| El Nacional             | 1 - 2 Archivado el 13 de marzo de 2018 en Wayback Machine. | Macará               | Olímpico Atahualpa         | 12 de marzo | 19:30 | No tiene |

| Deportivo Cuenca     | 1 - 2 Archivado el 18 de marzo de 2018 en Wayback Machine. | Independiente del Valle | Alejandro Serrano Aguilar  | 16 de marzo | 20:00 | No tiene |
| Liga de Quito        | 4 - 0 Archivado el 18 de marzo de 2018 en Wayback Machine. | Técnico Universitario   | Rodrigo Paz Delgado        | 17 de marzo | 16:00 | No tiene |
| Macará               | 1 - 1 Archivado el 18 de marzo de 2018 en Wayback Machine. | Aucas                   | Bellavista                 | 17 de marzo | 16:00 | No tiene |
| Barcelona            | 5 - 1 Archivado el 19 de marzo de 2018 en Wayback Machine. | El Nacional             | Monumental Banco Pichincha | 18 de marzo | 17:00 | No tiene |
| Guayaquil City       | 0 - 1 Archivado el 20 de marzo de 2018 en Wayback Machine. | Delfín                  | Monumental Banco Pichincha | 18 de marzo | 19:30 | No tiene |
| Universidad Católica | 2 - 0 Archivado el 20 de marzo de 2018 en Wayback Machine. | Emelec                  | Olímpico Atahualpa         | 19 de marzo | 19:30 | No tiene |

| Independiente del Valle | 2 - 1 Archivado el 26 de marzo de 2018 en Wayback Machine.    | Universidad Católica  | General Rumiñahui          | 24 de marzo | 18:00 | No tiene |
| El Nacional             | 3 - 1 Archivado el 26 de marzo de 2018 en Wayback Machine.    | Guayaquil City        | Olímpico Atahualpa         | 25 de marzo | 12:00 | No tiene |
| Aucas                   | 1 - 1 Archivado el 26 de marzo de 2018 en Wayback Machine.    | Barcelona             | Gonzalo Pozo Ripalda       | 25 de marzo | 12:00 | No tiene |
| Macará                  | 1 - 1 Archivado el 26 de marzo de 2018 en Wayback Machine.    | Técnico Universitario | Bellavista                 | 25 de marzo | 12:00 | No tiene |
| Delfín                  | 4 - 2 Archivado el 27 de marzo de 2018 en Wayback Machine.    | Deportivo Cuenca      | Jocay                      | 25 de marzo | 12:00 | No tiene |
| Emelec                  | 0 - 1 Archivado el 9 de diciembre de 2018 en Wayback Machine. | Liga de Quito         | Banco del Pacífico Capwell | 25 de marzo | 16:30 | No tiene |

| Universidad Católica  | 3 - 1 Archivado el 2 de abril de 2018 en Wayback Machine. | Delfín                  | Olímpico Atahualpa         | 31 de marzo | 16:00 | GolTV                |
| Deportivo Cuenca      | 0 - 0 Archivado el 2 de abril de 2018 en Wayback Machine. | El Nacional             | Alejandro Serrano Aguilar  | 1 de abril  | 11:30 | GolTV                |
| Técnico Universitario | 1 - 1 Archivado el 2 de abril de 2018 en Wayback Machine. | Emelec                  | Bellavista                 | 1 de abril  | 12:00 | GolTV y Televicentro |
| Liga de Quito         | 2 - 1 Archivado el 2 de abril de 2018 en Wayback Machine. | Independiente del Valle | Rodrigo Paz Delgado        | 1 de abril  | 12:00 | GolTV                |
| Barcelona             | 4 - 1 Archivado el 2 de abril de 2018 en Wayback Machine. | Macará                  | Monumental Banco Pichincha | 1 de abril  | 17:00 | GolTV                |
| Guayaquil City        | 2 - 2 Archivado el 2 de abril de 2018 en Wayback Machine. | Aucas                   | Monumental Banco Pichincha | 1 de abril  | 19:30 | GolTV                |

| El Nacional             | 0 - 0 Archivado el 9 de abril de 2018 en Wayback Machine.  | Universidad Católica  | Olímpico Atahualpa         | 6 de abril  | 19:15 | GolTV |
| Independiente del Valle | 3 - 0 Archivado el 9 de abril de 2018 en Wayback Machine.  | Técnico Universitario | General Rumiñahui          | 7 de abril  | 18:00 | GolTV |
| Aucas                   | 4 - 0 Archivado el 9 de abril de 2018 en Wayback Machine.  | Deportivo Cuenca      | Gonzalo Pozo Ripalda       | 8 de abril  | 12:30 | GolTV |
| Barcelona               | 3 - 1 Archivado el 9 de abril de 2018 en Wayback Machine.  | Emelec                | Monumental Banco Pichincha | 8 de abril  | 17:00 | GolTV |
| Macará                  | 2 - 0 Archivado el 11 de abril de 2018 en Wayback Machine. | Guayaquil City        | Bellavista                 | 9 de abril  | 19:15 | GolTV |
| Delfín                  | 2 - 1 Archivado el 20 de abril de 2018 en Wayback Machine. | Liga de Quito         | Jocay                      | 18 de abril | 19:30 | GolTV |

| Técnico Universitario | 3 - 2 Archivado el 14 de abril de 2018 en Wayback Machine. | Delfín                  | Bellavista                 | 13 de abril | 19:15 | GolTV |
| Universidad Católica  | 2 - 0 Archivado el 16 de abril de 2018 en Wayback Machine. | Aucas                   | Olímpico Atahualpa         | 14 de abril | 16:00 | GolTV |
| Liga de Quito         | 1 - 0 Archivado el 16 de abril de 2018 en Wayback Machine. | El Nacional             | Rodrigo Paz Delgado        | 14 de abril | 18:00 | GolTV |
| Deportivo Cuenca      | 1 - 1 Archivado el 17 de abril de 2018 en Wayback Machine. | Macará                  | Alejandro Serrano Aguilar  | 15 de abril | 12:30 | GolTV |
| Emelec                | 2 - 1 Archivado el 17 de abril de 2018 en Wayback Machine. | Independiente del Valle | Banco del Pacífico Capwell | 15 de abril | 16:30 | GolTV |
| Guayaquil City        | 0 - 1 Archivado el 18 de abril de 2018 en Wayback Machine. | Barcelona               | Monumental Banco Pichincha | 16 de abril | 19:15 | GolTV |

| Aucas          | 1 - 1 Archivado el 23 de abril de 2018 en Wayback Machine. | Técnico Universitario   | Gonzalo Pozo Ripalda       | 20 de abril | 19:15 | GolTV |
| Guayaquil City | 1 - 1 Archivado el 23 de abril de 2018 en Wayback Machine. | Universidad Católica    | Banco del Pacífico Capwell | 21 de abril | 16:00 | GolTV |
| El Nacional    | 1 - 2 Archivado el 23 de abril de 2018 en Wayback Machine. | Independiente del Valle | Olímpico Atahualpa         | 21 de abril | 18:30 | GolTV |
| Macará         | 0 - 1 Archivado el 23 de abril de 2018 en Wayback Machine. | Liga de Quito           | Bellavista                 | 22 de abril | 12:00 | GolTV |
| Delfín         | 3 - 1 Archivado el 23 de abril de 2018 en Wayback Machine. | Emelec                  | Jocay                      | 22 de abril | 15:00 | GolTV |
| Barcelona      | 2 - 0 Archivado el 23 de abril de 2018 en Wayback Machine. | Deportivo Cuenca        | Monumental Banco Pichincha | 22 de abril | 17:30 | GolTV |

| Deportivo Cuenca        | 1 - 1 Archivado el 1 de mayo de 2018 en Wayback Machine.   | Guayaquil City | Alejandro Serrano Aguilar  | 27 de abril | 19:15 | GolTV |
| Universidad Católica    | 3 - 1 Archivado el 30 de abril de 2018 en Wayback Machine. | Macará         | Olímpico Atahualpa         | 28 de abril | 16:00 | GolTV |
| Independiente del Valle | 0 - 1 Archivado el 30 de abril de 2018 en Wayback Machine. | Delfín         | General Rumiñahui          | 28 de abril | 18:30 | GolTV |
| Liga de Quito           | 2 - 1 Archivado el 1 de mayo de 2018 en Wayback Machine.   | Barcelona      | Rodrigo Paz Delgado        | 29 de abril | 12:30 | GolTV |
| Técnico Universitario   | 2 - 2 Archivado el 1 de mayo de 2018 en Wayback Machine.   | El Nacional    | Bellavista                 | 29 de abril | 16:30 | GolTV |
| Emelec                  | 1 - 0 Archivado el 3 de mayo de 2018 en Wayback Machine.   | Aucas          | Banco del Pacífico Capwell | 30 de abril | 19:30 | GolTV |

| Barcelona      | 0 - 1 Archivado el 9 de mayo de 2018 en Wayback Machine. | Liga de Quito           | Monumental Banco Pichincha | 4 de mayo | 19:45 | GolTV |
| Macará         | 1 - 2 Archivado el 9 de mayo de 2018 en Wayback Machine. | Universidad Católica    | Bellavista                 | 5 de mayo | 16:00 | GolTV |
| Guayaquil City | 1 - 0 Archivado el 9 de mayo de 2018 en Wayback Machine. | Deportivo Cuenca        | Monumental Banco Pichincha | 5 de mayo | 18:30 | GolTV |
| Delfín         | 2 - 1 Archivado el 9 de mayo de 2018 en Wayback Machine. | Independiente del Valle | Jocay                      | 6 de mayo | 12:00 | GolTV |
| Aucas          | 2 - 0 Archivado el 9 de mayo de 2018 en Wayback Machine. | Emelec                  | Gonzalo Pozo Ripalda       | 6 de mayo | 14:30 | GolTV |
| El Nacional    | 3 - 2 Archivado el 9 de mayo de 2018 en Wayback Machine. | Técnico Universitario   | Olímpico Atahualpa         | 7 de mayo | 19:15 | GolTV |

| Emelec                  | 2 - 1 Archivado el 15 de mayo de 2018 en Wayback Machine. | Delfín         | Banco del Pacífico Capwell | 11 de mayo | 19:30 | GolTV |
| Universidad Católica    | 2 - 1 Archivado el 15 de mayo de 2018 en Wayback Machine. | Guayaquil City | Olímpico Atahualpa         | 12 de mayo | 16:00 | GolTV |
| Independiente del Valle | 0 - 1 Archivado el 15 de mayo de 2018 en Wayback Machine. | El Nacional    | General Rumiñahui          | 12 de mayo | 18:30 | GolTV |
| Técnico Universitario   | 0 - 1 Archivado el 15 de mayo de 2018 en Wayback Machine. | Aucas          | Bellavista                 | 13 de mayo | 12:00 | GolTV |
| Deportivo Cuenca        | 0 - 1 Archivado el 15 de mayo de 2018 en Wayback Machine. | Barcelona      | Alejandro Serrano Aguilar  | 13 de mayo | 16:00 | GolTV |
| Liga de Quito           | 2 - 1 Archivado el 15 de mayo de 2018 en Wayback Machine. | Macará         | Rodrigo Paz Delgado        | 14 de mayo | 19:15 | GolTV |

| Barcelona               | 0 - 2 Archivado el 22 de mayo de 2018 en Wayback Machine. | Guayaquil City        | Monumental Banco Pichincha | 18 de mayo | 19:15 | GolTV |
| Macará                  | 1 - 1 Archivado el 22 de mayo de 2018 en Wayback Machine. | Deportivo Cuenca      | Bellavista                 | 19 de mayo | 12:00 | GolTV |
| Independiente del Valle | 0 - 2 Archivado el 22 de mayo de 2018 en Wayback Machine. | Emelec                | Olímpico Atahualpa         | 19 de mayo | 14:30 | GolTV |
| Delfín                  | 3 - 1 Archivado el 22 de mayo de 2018 en Wayback Machine. | Técnico Universitario | Jocay                      | 19 de mayo | 17:00 | GolTV |
| El Nacional             | 2 - 1 Archivado el 22 de mayo de 2018 en Wayback Machine. | Liga de Quito         | Olímpico Atahualpa         | 20 de mayo | 12:00 | GolTV |
| Aucas                   | 0 - 1 Archivado el 4 de junio de 2018 en Wayback Machine. | Universidad Católica  | Gonzalo Pozo Ripalda       | 30 de mayo | 19:15 | GolTV |

| Técnico Universitario | 2 - 1 Archivado el 31 de mayo de 2018 en Wayback Machine. | Independiente del Valle | Bellavista                 | 25 de mayo | 19:15 | GolTV |
| Universidad Católica  | 1 - 1 Archivado el 31 de mayo de 2018 en Wayback Machine. | El Nacional             | Olímpico Atahualpa         | 26 de mayo | 16:00 | GolTV |
| Deportivo Cuenca      | 1 - 1 Archivado el 31 de mayo de 2018 en Wayback Machine. | Aucas                   | Alejandro Serrano Aguilar  | 27 de mayo | 12:00 | GolTV |
| Guayaquil City        | 0 - 2 Archivado el 31 de mayo de 2018 en Wayback Machine. | Macará                  | Banco del Pacífico Capwell | 27 de mayo | 16:00 | GolTV |
| Emelec                | 2 - 2 Archivado el 31 de mayo de 2018 en Wayback Machine. | Barcelona               | Banco del Pacífico Capwell | 27 de mayo | 19:30 | GolTV |
| Liga de Quito         | 3 - 0 Archivado el 31 de mayo de 2018 en Wayback Machine. | Delfín                  | Rodrigo Paz Delgado        | 28 de mayo | 19:15 | GolTV |

| El Nacional             | 1 - 0 Archivado el 4 de junio de 2018 en Wayback Machine. | Deportivo Cuenca      | Olímpico Atahualpa         | 1 de junio | 19:15 | GolTV |
| Independiente del Valle | 2 - 3 Archivado el 4 de junio de 2018 en Wayback Machine. | Liga de Quito         | Olímpico Atahualpa         | 2 de junio | 12:00 | GolTV |
| Emelec                  | 3 - 0 Archivado el 4 de junio de 2018 en Wayback Machine. | Técnico Universitario | Banco del Pacífico Capwell | 2 de junio | 17:00 | GolTV |
| Aucas                   | 1 - 1 Archivado el 4 de junio de 2018 en Wayback Machine. | Guayaquil City        | Gonzalo Pozo Ripalda       | 3 de junio | 12:00 | GolTV |
| Macará                  | 0 - 1 Archivado el 6 de junio de 2018 en Wayback Machine. | Barcelona             | Bellavista                 | 3 de junio | 17:00 | GolTV |
| Delfín                  | 5 - 2 Archivado el 6 de junio de 2018 en Wayback Machine. | Universidad Católica  | Jocay                      | 4 de junio | 19:15 | GolTV |

| Deportivo Cuenca      | 2 - 1 Archivado el 12 de junio de 2018 en Wayback Machine.  | Delfín                  | Alejandro Serrano Aguilar  | 8 de junio  | 20:00 | GolTV |
| Guayaquil City        | 2 - 1 Archivado el 12 de junio de 2018 en Wayback Machine.  | El Nacional             | Christian Benítez          | 9 de junio  | 16:00 | GolTV |
| Liga de Quito         | 1 - 1 Archivado el 15 de agosto de 2018 en Wayback Machine. | Emelec                  | Rodrigo Paz Delgado        | 9 de junio  | 18:30 | GolTV |
| Técnico Universitario | 0 - 2 Archivado el 12 de junio de 2018 en Wayback Machine.  | Macará                  | Bellavista                 | 10 de junio | 12:00 | GolTV |
| Barcelona             | 1 - 1 Archivado el 12 de junio de 2018 en Wayback Machine.  | Aucas                   | Monumental Banco Pichincha | 10 de junio | 17:00 | GolTV |
| Universidad Católica  | 1 - 1 Archivado el 12 de junio de 2018 en Wayback Machine.  | Independiente del Valle | Olímpico Atahualpa         | 11 de junio | 19:15 | GolTV |

| Técnico Universitario   | 0 - 1 Archivado el 19 de junio de 2018 en Wayback Machine. | Liga de Quito        | Bellavista                 | 15 de junio | 20:00 | GolTV |
| Aucas                   | 0 - 1 Archivado el 19 de junio de 2018 en Wayback Machine. | Macará               | Gonzalo Pozo Ripalda       | 16 de junio | 13:00 | GolTV |
| Delfín                  | 1 - 0 Archivado el 19 de junio de 2018 en Wayback Machine. | Guayaquil City       | Jocay                      | 16 de junio | 19:30 | GolTV |
| El Nacional             | 2 - 2 Archivado el 19 de junio de 2018 en Wayback Machine. | Barcelona            | Olímpico Atahualpa         | 17 de junio | 15:30 | GolTV |
| Emelec                  | 2 - 3 Archivado el 19 de junio de 2018 en Wayback Machine. | Universidad Católica | Banco del Pacífico Capwell | 17 de junio | 18:00 | GolTV |
| Independiente del Valle | 3 - 1 Archivado el 19 de junio de 2018 en Wayback Machine. | Deportivo Cuenca     | General Rumiñahui          | 18 de junio | 19:15 | GolTV |

| Deportivo Cuenca     | 2 - 0 Archivado el 23 de junio de 2018 en Wayback Machine. | Emelec                  | Alejandro Serrano Aguilar  | 22 de junio | 20:00 | GolTV |
| Aucas                | 0 - 0 Archivado el 25 de junio de 2018 en Wayback Machine. | Liga de Quito           | Gonzalo Pozo Ripalda       | 23 de junio | 15:30 | GolTV |
| Universidad Católica | 4 - 0 Archivado el 25 de junio de 2018 en Wayback Machine. | Técnico Universitario   | Olímpico Atahualpa         | 23 de junio | 18:00 | GolTV |
| Macará               | 2 - 0 Archivado el 23 de junio de 2018 en Wayback Machine. | El Nacional             | Bellavista                 | 24 de junio | 15:00 | GolTV |
| Barcelona            | 5 - 1 Archivado el 26 de junio de 2018 en Wayback Machine. | Delfín                  | Monumental Banco Pichincha | 24 de junio | 17:30 | GolTV |
| Guayaquil City       | 0 - 1 Archivado el 26 de junio de 2018 en Wayback Machine. | Independiente del Valle | Christian Benítez          | 25 de junio | 19:15 | GolTV |

| Técnico Universitario   | 0 - 1 Archivado el 1 de julio de 2018 en Wayback Machine. | Deportivo Cuenca     | Bellavista                 | 29 de junio | 20:00 | GolTV |
| Delfín                  | 1 - 1 Archivado el 1 de julio de 2018 en Wayback Machine. | Macará               | Jocay                      | 30 de junio | 15:00 | GolTV |
| Independiente del Valle | 2 - 2 Archivado el 1 de julio de 2018 en Wayback Machine. | Barcelona            | Olímpico Atahualpa         | 30 de junio | 18:00 | GolTV |
| El Nacional             | 1 - 2 Archivado el 2 de julio de 2018 en Wayback Machine. | Aucas                | Olímpico Atahualpa         | 1 de julio  | 15:00 | GolTV |
| Emelec                  | 2 - 1 Archivado el 2 de julio de 2018 en Wayback Machine. | Guayaquil City       | Banco del Pacífico Capwell | 1 de julio  | 17:30 | GolTV |
| Liga de Quito           | 2 - 1 Archivado el 2 de julio de 2018 en Wayback Machine. | Universidad Católica | Rodrigo Paz Delgado        | 2 de julio  | 19:15 | GolTV |

| Deportivo Cuenca | 1 - 1 Archivado el 10 de julio de 2018 en Wayback Machine. | Universidad Católica    | Alejandro Serrano Aguilar  | 6 de julio | 20:00 | GolTV |
| Guayaquil City   | 0 - 0 Archivado el 10 de julio de 2018 en Wayback Machine. | Liga de Quito           | Christian Benítez          | 7 de julio | 16:00 | GolTV |
| El Nacional      | 0 - 3 Archivado el 10 de julio de 2018 en Wayback Machine. | Delfín                  | Olímpico Atahualpa         | 7 de julio | 18:30 | GolTV |
| Macará           | 2 - 2 Archivado el 10 de julio de 2018 en Wayback Machine. | Emelec                  | Bellavista                 | 8 de julio | 12:00 | GolTV |
| Barcelona        | 2 - 0 Archivado el 10 de julio de 2018 en Wayback Machine. | Técnico Universitario   | Monumental Banco Pichincha | 8 de julio | 17:30 | GolTV |
| Aucas            | 3 - 1 Archivado el 10 de julio de 2018 en Wayback Machine. | Independiente del Valle | Gonzalo Pozo Ripalda       | 9 de julio | 19:15 | GolTV |

| Independiente del Valle | 2 - 0 Archivado el 17 de julio de 2018 en Wayback Machine. | Macará           | General Rumiñahui          | 13 de julio | 19:15 | GolTV |
| Delfín                  | 1 - 1 Archivado el 17 de julio de 2018 en Wayback Machine. | Aucas            | Jocay                      | 14 de julio | 16:00 | GolTV |
| Emelec                  | 1 - 0 Archivado el 17 de julio de 2018 en Wayback Machine. | El Nacional      | Banco del Pacífico Capwell | 14 de julio | 18:30 | GolTV |
| Liga de Quito           | 0 - 2 Archivado el 17 de julio de 2018 en Wayback Machine. | Deportivo Cuenca | Rodrigo Paz Delgado        | 15 de julio | 15:00 | GolTV |
| Universidad Católica    | 2 - 3 Archivado el 17 de julio de 2018 en Wayback Machine. | Barcelona        | Olímpico Atahualpa         | 15 de julio | 18:00 | GolTV |
| Técnico Universitario   | 1 - 0 Archivado el 18 de julio de 2018 en Wayback Machine. | Guayaquil City   | Bellavista                 | 16 de julio | 19:15 | GolTV |

### Asistencia por equipos
La tabla siguiente muestra la cantidad de espectadores de local que acumuló cada equipo en sus respectivos partidos. Se asigna en su totalidad el mismo número a ambos protagonistas de un juego. Las estadísticas se toman de las taquillas oficiales entregadas por FEF.
- Actualizado el 20 de junio de 2018.

| Pos. | Equipo                  | Asist.  | PJ | Prom.  |
| ---- | ----------------------- | ------- | -- | ------ |
| 1    | Emelec                  | 178 274 | 11 | 16 206 |
| 2    | Barcelona               | 145 604 | 11 | 13 236 |
| 3    | Liga de Quito           | 122 588 | 11 | 11 144 |
| 4    | Guayaquil City          | 91 680  | 11 | 8334   |
| 5    | Aucas                   | 58 361  | 11 | 5305   |
| 6    | El Nacional             | 48 346  | 11 | 4395   |
| 7    | Deportivo Cuenca        | 47 591  | 11 | 4326   |
| 8    | Macará                  | 41 507  | 10 | 4150   |
| 9    | Técnico Universitario   | 31 331  | 10 | 3133   |
| 10   | Universidad Católica    | 28 031  | 11 | 2548   |
| 11   | Independiente del Valle | 18 863  | 11 | 1714   |
| 12   | Delfín                  | 16 834  | 10 | 1683   |

 Pos.=Posición; Asist.=Asistentes; P.J.=Partidos jugados.

## Segunda etapa

### Clasificación
| Pos. | Equipo                  | Pts. | PJ | G  | E  | P  | GF | GC | Dif. |  |
| ---- | ----------------------- | ---- | -- | -- | -- | -- | -- | -- | ---- |  |
| 1    | Emelec                  | 41   | 22 | 12 | 5  | 5  | 35 | 17 | +18  |  |
| 2    | Macará                  | 38   | 22 | 10 | 8  | 4  | 31 | 24 | +7   |  |
| 3    | Liga de Quito           | 37   | 22 | 9  | 10 | 3  | 32 | 19 | +13  |  |
| 4    | Delfín                  | 36   | 22 | 9  | 9  | 4  | 34 | 22 | +12  |  |
| 5    | Barcelona               | 35   | 22 | 9  | 8  | 5  | 28 | 21 | +7   |  |
| 6    | Independiente del Valle | 33   | 22 | 9  | 6  | 7  | 31 | 24 | +7   |  |
| 7    | Aucas                   | 33   | 22 | 10 | 3  | 9  | 25 | 25 | 0    |  |
| 8    | Universidad Católica    | 27   | 22 | 8  | 3  | 11 | 29 | 32 | −3   |  |
| 9    | Técnico Universitario   | 27   | 22 | 8  | 3  | 11 | 33 | 38 | −5   |  |
| 10   | Deportivo Cuenca        | 23   | 22 | 6  | 5  | 11 | 23 | 31 | −8   |  |
| 11   | El Nacional             | 16   | 22 | 3  | 7  | 12 | 29 | 47 | −18  |  |
| 12   | Guayaquil City          | 14   | 22 | 3  | 5  | 14 | 19 | 49 | −30  |  |

 Fuente: FEF
|  | Clasifica a la final de campeonato y a la Copa Libertadores 2019. |

### Evolución de la clasificación
| Equipo                  | 01 | 02 | 03 | 04 | 05 | 06 | 07 | 08 | 09 | 10 | 11 | 12 | 13 | 14 | 15 | 16 | 17 | 18 | 19 | 20 | 21 | 22 |
| ----------------------- | -- | -- | -- | -- | -- | -- | -- | -- | -- | -- | -- | -- | -- | -- | -- | -- | -- | -- | -- | -- | -- | -- |
| Emelec                  | 1  | 5  | 3  | 5  | 4  | 4  | 3  | 3  | 1  | 1  | 2  | 2  | 2  | 5  | 4  | 2  | 2  | 1  | 1  | 1  | 1  | 1  |
| Macará                  | 5  | 4  | 2  | 2  | 2  | 2  | 2  | 2  | 2  | 2  | 1  | 1  | 1  | 1  | 3  | 1  | 1  | 2  | 3  | 5  | 4  | 2  |
| Liga de Quito           | 11 | 7  | 7  | 7  | 7  | 5  | 5  | 4  | 4  | 6  | 7  | 5  | 5  | 3  | 1  | 4  | 3  | 3  | 2  | 2  | 2  | 3  |
| Delfín                  | 4  | 3  | 5  | 3  | 3  | 3  | 4  | 5  | 5  | 4  | 4  | 6  | 3  | 4  | 2  | 3  | 4  | 4  | 5  | 4  | 3  | 4  |
| Barcelona               | 3  | 2  | 1  | 1  | 1  | 1  | 1  | 1  | 3  | 3  | 3  | 4  | 7  | 6  | 5  | 5  | 5  | 6  | 7  | 6  | 5  | 5  |
| Independiente del Valle | 8  | 11 | 12 | 10 | 8  | 6  | 9  | 9  | 11 | 9  | 10 | 7  | 8  | 8  | 8  | 8  | 6  | 5  | 4  | 3  | 6  | 6  |
| Aucas                   | 10 | 6  | 8  | 9  | 9  | 11 | 11 | 11 | 8  | 5  | 5  | 3  | 4  | 2  | 6  | 7  | 8  | 7  | 6  | 7  | 7  | 7  |
| Universidad Católica    | 7  | 9  | 6  | 8  | 10 | 8  | 6  | 7  | 9  | 10 | 8  | 8  | 6  | 7  | 7  | 6  | 7  | 8  | 8  | 8  | 8  | 8  |
| Técnico Universitario   | 12 | 12 | 11 | 12 | 12 | 10 | 8  | 8  | 10 | 11 | 11 | 11 | 11 | 10 | 10 | 10 | 10 | 9  | 9  | 9  | 9  | 9  |
| Deportivo Cuenca        | 2  | 1  | 4  | 4  | 5  | 7  | 10 | 10 | 7  | 7  | 6  | 9  | 9  | 9  | 9  | 9  | 9  | 10 | 10 | 10 | 10 | 10 |
| El Nacional             | 9  | 10 | 9  | 6  | 6  | 9  | 7  | 6  | 6  | 8  | 9  | 10 | 10 | 11 | 11 | 11 | 11 | 11 | 11 | 11 | 11 | 11 |
| Guayaquil City          | 6  | 8  | 10 | 11 | 11 | 12 | 12 | 12 | 12 | 12 | 12 | 12 | 12 | 12 | 12 | 12 | 12 | 12 | 12 | 12 | 12 | 12 |

### Resultados
Todos los horarios corresponden a la hora de Ecuador (UTC–5).
| Macará               | 2 - 1 Archivado el 24 de julio de 2018 en Wayback Machine. | Independiente del Valle | Bellavista                 | 20 de julio | 19:15 | GolTV |
| Delfín               | 2 - 0 Archivado el 24 de julio de 2018 en Wayback Machine. | Liga de Quito           | Jocay                      | 21 de julio | 15:30 | GolTV |
| Emelec               | 3 - 0 Archivado el 24 de julio de 2018 en Wayback Machine. | Técnico Universitario   | Banco del Pacífico Capwell | 21 de julio | 18:00 | GolTV |
| Aucas                | 1 - 3 Archivado el 24 de julio de 2018 en Wayback Machine. | Deportivo Cuenca        | Gonzalo Pozo Ripalda       | 22 de julio | 15:00 | GolTV |
| Barcelona            | 3 - 1 Archivado el 24 de julio de 2018 en Wayback Machine. | El Nacional             | Monumental Banco Pichincha | 22 de julio | 17:30 | GolTV |
| Universidad Católica | 0 - 0 Archivado el 24 de julio de 2018 en Wayback Machine. | Guayaquil City          | Olímpico Atahualpa         | 23 de julio | 19:15 | GolTV |

| Guayaquil City          | 1 - 1 Archivado el 31 de julio de 2018 en Wayback Machine. | Macará               | Christian Benítez         | 27 de julio | 15:00 | GolTV |
| Deportivo Cuenca        | 2 - 1 Archivado el 31 de julio de 2018 en Wayback Machine. | Universidad Católica | Alejandro Serrano Aguilar | 27 de julio | 20:00 | GolTV |
| El Nacional             | 3 - 3 Archivado el 31 de julio de 2018 en Wayback Machine. | Delfín               | Olímpico Atahualpa        | 28 de julio | 15:00 | GolTV |
| Técnico Universitario   | 1 - 2 Archivado el 31 de julio de 2018 en Wayback Machine. | Barcelona            | Bellavista                | 28 de julio | 17:30 | GolTV |
| Liga de Quito           | 2 - 1 Archivado el 1 de agosto de 2018 en Wayback Machine. | Emelec               | Rodrigo Paz Delgado       | 29 de julio | 16:00 | GolTV |
| Independiente del Valle | 0 - 1 Archivado el 31 de julio de 2018 en Wayback Machine. | Aucas                | General Rumiñahui         | 30 de julio | 19:15 | GolTV |

| El Nacional | 2 - 2 Archivado el 7 de agosto de 2018 en Wayback Machine. | Liga de Quito           | Olímpico Atahualpa         | 4 de agosto | 15:30 | GolTV |
| Delfín      | 1 - 1 Archivado el 7 de agosto de 2018 en Wayback Machine. | Técnico Universitario   | Jocay                      | 4 de agosto | 18:00 | GolTV |
| Aucas       | 0 - 1 Archivado el 7 de agosto de 2018 en Wayback Machine. | Universidad Católica    | Gonzalo Pozo Ripalda       | 5 de agosto | 12:30 | GolTV |
| Emelec      | 3 - 0 Archivado el 7 de agosto de 2018 en Wayback Machine. | Guayaquil City          | Banco del Pacífico Capwell | 5 de agosto | 15:30 | GolTV |
| Barcelona   | 2 - 0 Archivado el 7 de agosto de 2018 en Wayback Machine. | Independiente del Valle | Monumental Banco Pichincha | 5 de agosto | 17:30 | GolTV |
| Macará      | 2 - 1 Archivado el 7 de agosto de 2018 en Wayback Machine. | Deportivo Cuenca        | Bellavista                 | 6 de agosto | 19:15 | GolTV |

| Técnico Universitario   | 1 - 3 Archivado el 14 de agosto de 2018 en Wayback Machine. | El Nacional | Bellavista                | 10 de agosto | 20:00 | GolTV |
| Universidad Católica    | 0 - 1 Archivado el 14 de agosto de 2018 en Wayback Machine. | Macará      | Olímpico Atahualpa        | 11 de agosto | 15:30 | GolTV |
| Independiente del Valle | 3 - 1 Archivado el 14 de agosto de 2018 en Wayback Machine. | Emelec      | General Rumiñahui         | 11 de agosto | 18:00 | GolTV |
| Deportivo Cuenca        | 1 - 1 Archivado el 14 de agosto de 2018 en Wayback Machine. | Barcelona   | Alejandro Serrano Aguilar | 12 de agosto | 12:00 | GolTV |
| Guayaquil City          | 0 - 2 Archivado el 14 de agosto de 2018 en Wayback Machine. | Delfín      | Christian Benítez         | 12 de agosto | 17:00 | GolTV |
| Liga de Quito           | 1 - 1 Archivado el 14 de agosto de 2018 en Wayback Machine. | Aucas       | Rodrigo Paz Delgado       | 13 de agosto | 19:15 | GolTV |

| Macará        | 2 - 1 Archivado el 21 de agosto de 2018 en Wayback Machine. | Aucas                   | Bellavista                 | 17 de agosto | 20:00 | GolTV |
| Liga de Quito | 1 - 1 Archivado el 21 de agosto de 2018 en Wayback Machine. | Técnico Universitario   | Rodrigo Paz Delgado        | 18 de agosto | 15:30 | GolTV |
| Barcelona     | 2 - 0 Archivado el 21 de agosto de 2018 en Wayback Machine. | Universidad Católica    | Monumental Banco Pichincha | 18 de agosto | 18:00 | GolTV |
| Delfín        | 1 - 1 Archivado el 21 de agosto de 2018 en Wayback Machine. | Independiente del Valle | Jocay                      | 19 de agosto | 12:00 | GolTV |
| Emelec        | 1 - 0 Archivado el 21 de agosto de 2018 en Wayback Machine. | Deportivo Cuenca        | Banco del Pacífico Capwell | 19 de agosto | 17:00 | GolTV |
| El Nacional   | 1 - 1 Archivado el 21 de agosto de 2018 en Wayback Machine. | Guayaquil City          | Olímpico Atahualpa         | 20 de agosto | 19:15 | GolTV |

| Macará                  | 0 - 3 Archivado el 28 de agosto de 2018 en Wayback Machine. | Técnico Universitario | Bellavista                | 24 de agosto | 20:00 | GolTV |
| Guayaquil City          | 1 - 4 Archivado el 28 de agosto de 2018 en Wayback Machine. | Liga de Quito         | Christian Benítez         | 25 de agosto | 16:00 | GolTV |
| Independiente del Valle | 4 - 2 Archivado el 28 de agosto de 2018 en Wayback Machine. | El Nacional           | General Rumiñahui         | 25 de agosto | 18:30 | GolTV |
| Aucas                   | 0 - 0 Archivado el 28 de agosto de 2018 en Wayback Machine. | Barcelona             | Gonzalo Pozo Ripalda      | 26 de agosto | 12:00 | GolTV |
| Universidad Católica    | 1 - 0 Archivado el 28 de agosto de 2018 en Wayback Machine. | Emelec                | Olímpico Atahualpa        | 26 de agosto | 15:30 | GolTV |
| Deportivo Cuenca        | 0 - 1 Archivado el 28 de agosto de 2018 en Wayback Machine. | Delfín                | Alejandro Serrano Aguilar | 26 de agosto | 18:00 | GolTV |

| Técnico Universitario | 3 - 2 Archivado el 31 de agosto de 2018 en Wayback Machine. | Guayaquil City          | Bellavista                 | 29 de agosto | 12:30 | Gol TV |
| Delfín                | 1 - 2 Archivado el 31 de agosto de 2018 en Wayback Machine. | Universidad Católica    | Jocay                      | 29 de agosto | 14:30 | Gol TV |
| Liga de Quito         | 1 - 0 Archivado el 31 de agosto de 2018 en Wayback Machine. | Independiente del Valle | Rodrigo Paz Delgado        | 29 de agosto | 16:30 | Gol TV |
| Barcelona             | 1 - 1 Archivado el 31 de agosto de 2018 en Wayback Machine. | Macará                  | Monumental Banco Pichincha | 29 de agosto | 18:30 | Gol TV |
| El Nacional           | 3 - 1 Archivado el 31 de agosto de 2018 en Wayback Machine. | Deportivo Cuenca        | General Rumiñahui          | 29 de agosto | 19:15 | Gol TV |
| Emelec                | 2 - 0 Archivado el 31 de agosto de 2018 en Wayback Machine. | Aucas                   | Banco del Pacífico Capwell | 29 de agosto | 20:30 | Gol TV |

| Universidad Católica    | 1 - 2 Archivado el 5 de septiembre de 2018 en Wayback Machine. | El Nacional           | Olímpico Atahualpa         | 1 de septiembre | 15:30 | Gol TV |
| Aucas                   | 2 - 0 Archivado el 5 de septiembre de 2018 en Wayback Machine. | Delfín                | Gonzalo Pozo Ripalda       | 1 de septiembre | 18:00 | Gol TV |
| Macará                  | 1 - 1 Archivado el 5 de septiembre de 2018 en Wayback Machine. | Emelec                | Bellavista                 | 2 de septiembre | 12:00 | Gol TV |
| Deportivo Cuenca        | 2 - 2 Archivado el 5 de septiembre de 2018 en Wayback Machine. | Liga de Quito         | Alejandro Serrano Aguilar  | 2 de septiembre | 12:00 | Gol TV |
| Independiente del Valle | 1 - 1 Archivado el 5 de septiembre de 2018 en Wayback Machine. | Técnico Universitario | General Rumiñahui          | 2 de septiembre | 14:30 | Gol TV |
| Barcelona               | 0 - 1 Archivado el 5 de septiembre de 2018 en Wayback Machine. | Guayaquil City        | Monumental Banco Pichincha | 2 de septiembre | 17:00 | Gol TV |

| Técnico Universitario | 1 - 2 Archivado el 11 de septiembre de 2018 en Wayback Machine. | Deportivo Cuenca        | Bellavista                 | 7 de septiembre | 18:00 | Gol TV |
| El Nacional           | 1 - 2 Archivado el 11 de septiembre de 2018 en Wayback Machine. | Aucas                   | Olímpico Atahualpa         | 8 de septiembre | 18:30 | Gol TV |
| Delfín                | 0 - 0 Archivado el 11 de septiembre de 2018 en Wayback Machine. | Macará                  | Jocay                      | 9 de septiembre | 12:00 | Gol TV |
| Emelec                | 2 - 0 Archivado el 11 de septiembre de 2018 en Wayback Machine. | Barcelona               | Banco del Pacífico Capwell | 9 de septiembre | 18:00 | Gol TV |
| Guayaquil City        | 1 - 2 Archivado el 19 de septiembre de 2018 en Wayback Machine. | Independiente del Valle | Christian Benítez          | 3 de octubre    | 17:00 | Gol TV |
| Liga de Quito         | 1 - 0 Archivado el 4 de octubre de 2018 en Wayback Machine.     | Universidad Católica    | Rodrigo Paz Delgado        | 3 de octubre    | 19:15 | Gol TV |

| Aucas                | 3 - 0 Archivado el 19 de septiembre de 2018 en Wayback Machine. | Técnico Universitario   | Gonzalo Pozo Ripalda       | 14 de septiembre | 20:00 | Gol TV |
| Macará               | 3 - 2 Archivado el 11 de septiembre de 2018 en Wayback Machine. | Liga de Quito           | Bellavista                 | 15 de septiembre | 15:00 | Gol TV |
| Barcelona            | 2 - 2 Archivado el 19 de septiembre de 2018 en Wayback Machine. | Delfín                  | Monumental Banco Pichincha | 15 de septiembre | 17:30 | Gol TV |
| Deportivo Cuenca     | 0 - 0 Archivado el 11 de septiembre de 2018 en Wayback Machine. | Guayaquil City          | Alejandro Serrano Aguilar  | 15 de septiembre | 20:00 | Gol TV |
| Emelec               | 3 - 1 Archivado el 19 de septiembre de 2018 en Wayback Machine. | El Nacional             | Banco del Pacífico Capwell | 16 de septiembre | 16:00 | Gol TV |
| Universidad Católica | 1 - 2 Archivado el 19 de septiembre de 2018 en Wayback Machine. | Independiente del Valle | Olímpico Atahualpa         | 17 de septiembre | 19:15 | Gol TV |

| El Nacional             | 1 - 2 Archivado el 26 de septiembre de 2018 en Wayback Machine. | Macará               | Olímpico Atahualpa  | 21 de septiembre | 19:15 | Gol TV |
| Guayaquil City          | 0 - 2 Archivado el 26 de septiembre de 2018 en Wayback Machine. | Aucas                | Christian Benítez   | 22 de septiembre | 16:30 | Gol TV |
| Delfín                  | 2 - 1 Archivado el 26 de septiembre de 2018 en Wayback Machine. | Emelec               | Jocay               | 22 de septiembre | 19:00 | Gol TV |
| Liga de Quito           | 0 - 0 Archivado el 25 de septiembre de 2018 en Wayback Machine. | Barcelona            | Rodrigo Paz Delgado | 23 de septiembre | 12:00 | Gol TV |
| Independiente del Valle | 2 - 3 Archivado el 26 de septiembre de 2018 en Wayback Machine. | Deportivo Cuenca     | Folke Anderson      | 23 de septiembre | 16:00 | Gol TV |
| Técnico Universitario   | 4 - 5 Archivado el 25 de septiembre de 2018 en Wayback Machine. | Universidad Católica | Bellavista          | 24 de septiembre | 20:00 | Gol TV |

| Deportivo Cuenca     | 0 - 1 Archivado el 2 de octubre de 2018 en Wayback Machine. | Independiente del Valle | Alejandro Serrano Aguilar  | 28 de septiembre | 19:30 | Gol TV |
| Aucas                | 1 - 0 Archivado el 2 de octubre de 2018 en Wayback Machine. | Guayaquil City          | Gonzalo Pozo Ripalda       | 29 de septiembre | 16:00 | Gol TV |
| Emelec               | 1 - 1 Archivado el 2 de octubre de 2018 en Wayback Machine. | Delfín                  | Banco del Pacífico Capwell | 29 de septiembre | 18:30 | Gol TV |
| Universidad Católica | 2 - 0 Archivado el 2 de octubre de 2018 en Wayback Machine. | Técnico Universitario   | Olímpico Atahualpa         | 30 de septiembre | 14:00 | Gol TV |
| Barcelona            | 1 - 1 Archivado el 2 de octubre de 2018 en Wayback Machine. | Liga de Quito           | Monumental Banco Pichincha | 30 de septiembre | 16:30 | Gol TV |
| Macará               | 2 - 2 Archivado el 2 de octubre de 2018 en Wayback Machine. | El Nacional             | Bellavista                 | 1 de octubre     | 19:30 | Gol TV |

| Técnico Universitario   | 3 - 0 Archivado el 9 de octubre de 2018 en Wayback Machine. | Aucas                | Bellavista          | 5 de octubre | 20:00 | Gol TV |
| El Nacional             | 1 - 1 Archivado el 9 de octubre de 2018 en Wayback Machine. | Emelec               | Olímpico Atahualpa  | 6 de octubre | 16:00 | Gol TV |
| Delfín                  | 1 - 0 Archivado el 2 de octubre de 2018 en Wayback Machine. | Barcelona            | Jocay               | 6 de octubre | 18:30 | Gol TV |
| Independiente del Valle | 1 - 3 Archivado el 9 de octubre de 2018 en Wayback Machine. | Universidad Católica | General Rumiñahui   | 7 de octubre | 14:00 | Gol TV |
| Liga de Quito           | 0 - 0 Archivado el 9 de octubre de 2018 en Wayback Machine. | Macará               | Rodrigo Paz Delgado | 7 de octubre | 16:30 | Gol TV |
| Guayaquil City          | 1 - 1 Archivado el 9 de octubre de 2018 en Wayback Machine. | Deportivo Cuenca     | Christian Benítez   | 8 de octubre | 19:15 | Gol TV |

| Macará                  | 1 - 1 Archivado el 11 de septiembre de 2018 en Wayback Machine. | Delfín                | Bellavista                 | 12 de octubre | 20:00 | Gol TV |
| Aucas                   | 3 - 2 Archivado el 7 de septiembre de 2018 en Wayback Machine.  | El Nacional           | Gonzalo Pozo Ripalda       | 13 de octubre | 16:00 | Gol TV |
| Universidad Católica    | 0 - 1 Archivado el 7 de septiembre de 2018 en Wayback Machine.  | Liga de Quito         | Olímpico Atahualpa         | 13 de octubre | 18:30 | Gol TV |
| Deportivo Cuenca        | 1 - 3 Archivado el 7 de septiembre de 2018 en Wayback Machine.  | Técnico Universitario | Alejandro Serrano Aguilar  | 14 de octubre | 14:00 | Gol TV |
| Barcelona               | 1 - 0 Archivado el 11 de septiembre de 2018 en Wayback Machine. | Emelec                | Monumental Banco Pichincha | 14 de octubre | 17:00 | Gol TV |
| Independiente del Valle | 4 - 0 Archivado el 7 de noviembre de 2018 en Wayback Machine.   | Guayaquil City        | General Rumiñahui          | 31 de octubre | 19:15 | Gol TV |

| El Nacional           | 1 - 3 Archivado el 23 de octubre de 2018 en Wayback Machine. | Universidad Católica    | Olímpico Atahualpa         | 19 de octubre | 19:15 | Gol TV |
| Guayaquil City        | 3 - 4 Archivado el 23 de octubre de 2018 en Wayback Machine. | Barcelona               | Christian Benítez          | 20 de octubre | 16:00 | Gol TV |
| Liga de Quito         | 1 - 0 Archivado el 23 de octubre de 2018 en Wayback Machine. | Deportivo Cuenca        | Rodrigo Paz Delgado        | 20 de octubre | 18:10 | Gol TV |
| Delfín                | 1 - 0 Archivado el 23 de octubre de 2018 en Wayback Machine. | Aucas                   | Jocay                      | 20 de octubre | 20:15 | Gol TV |
| Emelec                | 3 - 1 Archivado el 23 de octubre de 2018 en Wayback Machine. | Macará                  | Banco del Pacífico Capwell | 21 de octubre | 16:30 | Gol TV |
| Técnico Universitario | 0 - 2 Archivado el 23 de octubre de 2018 en Wayback Machine. | Independiente del Valle | Bellavista                 | 22 de octubre | 20:00 | Gol TV |

| Deportivo Cuenca        | 2 - 0 Archivado el 30 de octubre de 2018 en Wayback Machine. | El Nacional           | Alejandro Serrano Aguilar | 26 de octubre | 20:00 | Gol TV |
| Universidad Católica    | 2 - 2 Archivado el 30 de octubre de 2018 en Wayback Machine. | Delfín                | Olímpico Atahualpa        | 27 de octubre | 16:00 | Gol TV |
| Guayaquil City          | 2 - 3 Archivado el 30 de octubre de 2018 en Wayback Machine. | Técnico Universitario | Christian Benítez         | 27 de octubre | 18:30 | Gol TV |
| Aucas                   | 0 - 1 Archivado el 30 de octubre de 2018 en Wayback Machine. | Emelec                | Gonzalo Pozo Ripalda      | 28 de octubre | 12:00 | Gol TV |
| Independiente del Valle | 1 - 1 Archivado el 30 de octubre de 2018 en Wayback Machine. | Liga de Quito         | Olímpico Atahualpa        | 28 de octubre | 15:00 | Gol TV |
| Macará                  | 1 - 0 Archivado el 30 de octubre de 2018 en Wayback Machine. | Barcelona             | Bellavista                | 28 de octubre | 17:30 | Gol TV |

| Delfín                | 3 - 0 Archivado el 6 de noviembre de 2018 en Wayback Machine. | Deportivo Cuenca        | Jocay                      | 2 de noviembre | 19:15 | Gol TV |
| Emelec                | 3 - 1 Archivado el 6 de noviembre de 2018 en Wayback Machine. | Universidad Católica    | Banco del Pacífico Capwell | 3 de noviembre | 16:00 | Gol TV |
| Técnico Universitario | 0 - 1 Archivado el 6 de noviembre de 2018 en Wayback Machine. | Macará                  | Bellavista                 | 3 de noviembre | 18:30 | Gol TV |
| El Nacional           | 1 - 1 Archivado el 6 de noviembre de 2018 en Wayback Machine. | Independiente del Valle | Olímpico Atahualpa         | 4 de noviembre | 14:30 | Gol TV |
| Barcelona             | 3 - 1 Archivado el 6 de noviembre de 2018 en Wayback Machine. | Aucas                   | Monumental Banco Pichincha | 4 de noviembre | 17:00 | Gol TV |
| Liga de Quito         | 4 - 1 Archivado el 6 de noviembre de 2018 en Wayback Machine. | Guayaquil City          | Rodrigo Paz Delgado        | 5 de noviembre | 19:15 | Gol TV |

| Independiente del Valle | 3 - 1 Archivado el 13 de noviembre de 2018 en Wayback Machine. | Delfín        | General Rumiñahui         | 9 de noviembre  | 19:15 | Gol TV |
| Técnico Universitario   | 2 - 1 Archivado el 13 de noviembre de 2018 en Wayback Machine. | Liga de Quito | Bellavista                | 10 de noviembre | 17:15 | Gol TV |
| Deportivo Cuenca        | 0 - 2 Archivado el 13 de noviembre de 2018 en Wayback Machine. | Emelec        | Alejandro Serrano Aguilar | 10 de noviembre | 19:30 | Gol TV |
| Aucas                   | 2 - 1 Archivado el 13 de noviembre de 2018 en Wayback Machine. | Macará        | Gonzalo Pozo Ripalda      | 11 de noviembre | 14:30 | Gol TV |
| Universidad Católica    | 2 - 2 Archivado el 13 de noviembre de 2018 en Wayback Machine. | Barcelona     | Olímpico Atahualpa        | 11 de noviembre | 17:00 | Gol TV |
| Guayaquil City          | 1 - 0 Archivado el 13 de noviembre de 2018 en Wayback Machine. | El Nacional   | Christian Benítez         | 12 de noviembre | 19:15 | Gol TV |

| Macará      | 1 - 2 Archivado el 30 de noviembre de 2018 en Wayback Machine. | Universidad Católica    | Bellavista                 | 28 de noviembre | 12:00 | Gol TV |
| Delfín      | 3 - 0 Archivado el 30 de noviembre de 2018 en Wayback Machine. | Guayaquil City          | Jocay                      | 28 de noviembre | 14:00 | Gol TV |
| Aucas       | 1 - 3 Archivado el 30 de noviembre de 2018 en Wayback Machine. | Liga de Quito           | Gonzalo Pozo Ripalda       | 28 de noviembre | 16:15 | Gol TV |
| Barcelona   | 2 - 1 Archivado el 30 de noviembre de 2018 en Wayback Machine. | Deportivo Cuenca        | Monumental Banco Pichincha | 28 de noviembre | 18:30 | Gol TV |
| El Nacional | 1 - 2 Archivado el 30 de noviembre de 2018 en Wayback Machine. | Técnico Universitario   | Olímpico Atahualpa         | 28 de noviembre | 19:15 | Gol TV |
| Emelec      | 0 - 0 Archivado el 30 de noviembre de 2018 en Wayback Machine. | Independiente del Valle | Banco del Pacífico Capwell | 28 de noviembre | 20:30 | Gol TV |

| Universidad Católica    | 0 - 2 Archivado el 28 de noviembre de 2018 en Wayback Machine. | Aucas       | Olímpico Atahualpa        | 23 de noviembre | 16:00 | Gol TV |
| Técnico Universitario   | 2 - 1 Archivado el 28 de noviembre de 2018 en Wayback Machine. | Delfín      | Bellavista                | 23 de noviembre | 16:00 | Gol TV |
| Deportivo Cuenca        | 1 - 1 Archivado el 28 de noviembre de 2018 en Wayback Machine. | Macará      | Alejandro Serrano Aguilar | 23 de noviembre | 20:10 | Gol TV |
| Liga de Quito           | 4 - 0 Archivado el 28 de noviembre de 2018 en Wayback Machine. | El Nacional | Rodrigo Paz Delgado       | 24 de noviembre | 12:00 | Gol TV |
| Guayaquil City          | 1 - 4 Archivado el 28 de noviembre de 2018 en Wayback Machine. | Emelec      | Christian Benítez         | 24 de noviembre | 18:25 | Gol TV |
| Independiente del Valle | 1 - 0 Archivado el 28 de noviembre de 2018 en Wayback Machine. | Barcelona   | General Rumiñahui         | 24 de noviembre | 20:30 | Gol TV |

| Barcelona            | 2 - 1 Archivado el 5 de diciembre de 2018 en Wayback Machine. | Técnico Universitario   | Monumental Banco Pichincha | 2 de diciembre | 12:00 | Gol TV |
| Universidad Católica | 1 - 2 Archivado el 5 de diciembre de 2018 en Wayback Machine. | Deportivo Cuenca        | Olímpico Atahualpa         | 2 de diciembre | 12:00 | Gol TV |
| Emelec               | 0 - 0 Archivado el 5 de diciembre de 2018 en Wayback Machine. | Liga de Quito           | Banco del Pacífico Capwell | 2 de diciembre | 12:00 | Gol TV |
| Macará               | 6 - 1 Archivado el 5 de diciembre de 2018 en Wayback Machine. | Guayaquil City          | Bellavista                 | 2 de diciembre | 12:00 | Gol TV |
| Aucas                | 1 - 1 Archivado el 5 de diciembre de 2018 en Wayback Machine. | Independiente del Valle | Gonzalo Pozo Ripalda       | 2 de diciembre | 12:00 | Gol TV |
| Delfín               | 5 - 1 Archivado el 5 de diciembre de 2018 en Wayback Machine. | El Nacional             | Jocay                      | 2 de diciembre | 12:00 | Gol TV |

| Deportivo Cuenca        | 0 - 1 | Aucas                | Alejandro Serrano Aguilar | 8 de diciembre | 12:00 | Gol TV |
| El Nacional             | 0 - 0 | Barcelona            | Olímpico Atahualpa        | 8 de diciembre | 12:00 | Gol TV |
| Técnico Universitario   | 1 - 2 | Emelec               | Bellavista                | 8 de diciembre | 12:00 | Gol TV |
| Independiente del Valle | 0 - 1 | Macará               | General Rumiñahui         | 8 de diciembre | 12:00 | Gol TV |
| Guayaquil City          | 2 - 1 | Universidad Católica | Christian Benítez         | 8 de diciembre | 12:00 | Gol TV |
| Liga de Quito           | 0 - 0 | Delfín               | Rodrigo Paz Delgado       | 8 de diciembre | 12:00 | Gol TV |

### Asistencia por equipos
La tabla siguiente muestra la cantidad de espectadores de local que acumuló cada equipo en sus respectivos partidos. Se asigna en su totalidad el mismo número a ambos protagonistas de un juego. Las estadísticas se toman de las taquillas oficiales entregadas por FEF.
| Pos. | Equipo                  | Asist.  | PJ | Prom.  |
| ---- | ----------------------- | ------- | -- | ------ |
| 1    | Emelec                  | 146 469 | 9  | 16 274 |
| 2    | Barcelona               | 105 968 | 9  | 11 774 |
| 3    | Liga de Quito           | 82 350  | 9  | 9150   |
| 4    | Deportivo Cuenca        | 41 680  | 9  | 4631   |
| 5    | Macará                  | 41 485  | 9  | 4609   |
| 6    | Aucas                   | 35 050  | 9  | 3894   |
| 7    | Técnico Universitario   | 28 878  | 9  | 3208   |
| 8    | El Nacional             | 20 796  | 9  | 2310   |
| 9    | Universidad Católica    | 16 408  | 9  | 1823   |
| 10   | Delfín                  | 12 302  | 8  | 1537   |
| 11   | Independiente del Valle | 11 770  | 9  | 1307   |
| 12   | Guayaquil City          | 7128    | 8  | 891    |

 Pos.=Posición; Asist.=Asistentes; P.J.=Partidos jugados.

## Tabla acumulada

### Clasificación
| Pos. | Equipo                  | Pts. | PJ | G  | E  | P  | GF | GC | Dif. |  |
| ---- | ----------------------- | ---- | -- | -- | -- | -- | -- | -- | ---- |  |
| 1    | Liga de Quito (C)       | 83   | 44 | 23 | 14 | 7  | 64 | 37 | +27  |  |
| 2    | Barcelona               | 80   | 44 | 22 | 14 | 8  | 69 | 42 | +27  |  |
| 3    | Emelec                  | 78   | 44 | 23 | 9  | 12 | 69 | 44 | +25  |  |
| 4    | Delfín                  | 69   | 44 | 19 | 12 | 13 | 69 | 56 | +13  |  |
| 5    | Universidad Católica    | 65   | 44 | 19 | 8  | 17 | 69 | 60 | +9   |  |
| 6    | Macará                  | 65   | 44 | 17 | 14 | 13 | 56 | 53 | +3   |  |
| 7    | Independiente del Valle | 64   | 44 | 18 | 10 | 16 | 50 | 43 | +7   |  |
| 8    | Aucas                   | 62   | 44 | 16 | 14 | 14 | 50 | 43 | +7   |  |
| 9    | Deportivo Cuenca        | 45   | 44 | 11 | 12 | 21 | 44 | 64 | −20  |  |
| 10   | Técnico Universitario   | 42   | 44 | 11 | 9  | 24 | 48 | 77 | −29  |  |
| 11   | El Nacional (D)         | 39   | 44 | 9  | 12 | 23 | 53 | 82 | −29  |  |
| 12   | Guayaquil City (D)      | 30   | 44 | 6  | 12 | 26 | 34 | 77 | −43  |  |

 Fuente: FEF
|  | Clasificados a la Fase de grupos de Copa Libertadores 2019.              |
|  | Clasifica a la Segunda fase clasificatoria de Copa Libertadores 2019.    |
|  | Clasifica a la Primera fase clasificatoria de Copa Libertadores 2019.    |
|  | Clasifica a la Primera fase de Copa Sudamericana 2019.                   |
|  | Repechaje contra el campeón de la Serie B por la Copa Sudamericana 2019. |
|  | Descienden a la Serie B 2019.                                            |

### Evolución de la clasificación
| Equipo                  | 23 | 24 | 25 | 26 | 27 | 28 | 29 | 30 | 31 | 32 | 33 | 34 | 35 | 36 | 37 | 38 | 39 | 40 | 41 | 42 | 43 | 44 |
| ----------------------- | -- | -- | -- | -- | -- | -- | -- | -- | -- | -- | -- | -- | -- | -- | -- | -- | -- | -- | -- | -- | -- | -- |
| Liga de Quito           | 2  | 2  | 2  | 2  | 2  | 2  | 2  | 2  | 2  | 2  | 2  | 1  | 1  | 1  | 1  | 1  | 1  | 1  | 1  | 1  | 1  | 1  |
| Barcelona               | 1  | 1  | 1  | 1  | 1  | 1  | 1  | 1  | 1  | 1  | 1  | 2  | 2  | 2  | 2  | 2  | 2  | 2  | 2  | 2  | 2  | 2  |
| Emelec                  | 3  | 3  | 3  | 3  | 3  | 3  | 3  | 3  | 3  | 3  | 3  | 3  | 3  | 3  | 3  | 3  | 3  | 3  | 3  | 3  | 3  | 3  |
| Delfín                  | 5  | 5  | 5  | 5  | 5  | 5  | 5  | 5  | 5  | 5  | 5  | 5  | 5  | 5  | 5  | 5  | 4  | 5  | 6  | 5  | 4  | 4  |
| Universidad Católica    | 4  | 4  | 4  | 4  | 4  | 4  | 4  | 4  | 4  | 4  | 4  | 4  | 4  | 4  | 4  | 4  | 5  | 4  | 5  | 4  | 5  | 5  |
| Macará                  | 7  | 8  | 6  | 6  | 6  | 6  | 6  | 6  | 6  | 6  | 6  | 6  | 6  | 7  | 7  | 6  | 6  | 7  | 7  | 7  | 7  | 6  |
| Independiente del Valle | 6  | 7  | 8  | 7  | 7  | 7  | 7  | 7  | 8  | 8  | 8  | 8  | 8  | 8  | 8  | 8  | 7  | 6  | 4  | 6  | 6  | 7  |
| Aucas                   | 8  | 6  | 7  | 8  | 8  | 8  | 8  | 8  | 7  | 7  | 7  | 7  | 7  | 6  | 6  | 7  | 8  | 8  | 8  | 8  | 8  | 8  |
| Deportivo Cuenca        | 9  | 9  | 9  | 9  | 10 | 9  | 10 | 10 | 10 | 10 | 9  | 9  | 9  | 9  | 9  | 9  | 9  | 9  | 9  | 9  | 9  | 9  |
| Técnico Universitario   | 12 | 12 | 12 | 12 | 12 | 11 | 11 | 11 | 11 | 11 | 11 | 11 | 11 | 11 | 11 | 11 | 11 | 11 | 10 | 10 | 10 | 10 |
| El Nacional             | 10 | 10 | 10 | 10 | 9  | 10 | 9  | 9  | 9  | 9  | 10 | 10 | 10 | 10 | 10 | 10 | 10 | 10 | 11 | 11 | 11 | 11 |
| Guayaquil City          | 11 | 11 | 11 | 11 | 11 | 12 | 12 | 12 | 12 | 12 | 12 | 12 | 12 | 12 | 12 | 12 | 12 | 12 | 12 | 12 | 12 | 12 |

## Tercera etapa

### Final
| Equipo                       | Método de clasificación     |
| ---------------------------- | --------------------------- |
| Liga Deportiva Universitaria | Ganador de la primera etapa |
| Club Sport Emelec            | Ganador de la segunda etapa |

#### Ida
| 12 de diciembre de 2018, 20:00 | Emelec     | 1:1 (1:0)                                     | Liga de Quito | Estadio Banco del Pacífico-Capwell, Guayaquil           |                                                         |
|                                | Angulo 45' | FEF Reporte Ecuagol Reporte Soccerway Reporte | A. Julio 59'  | Asistencia: 34 902 espectadores Árbitro(s): Carlos Orbe | Asistencia: 34 902 espectadores Árbitro(s): Carlos Orbe |

#### Vuelta
| 16 de diciembre de 2018, 12:00 | Liga de Quito | 1:0 (1:0) (Global 2:1)                        | Emelec | Estadio Rodrigo Paz Delgado, Quito                      |                                                         |
|                                | A. Julio 9'   | FEF Reporte Ecuagol Reporte Soccerway Reporte |        | Asistencia: 42 000 espectadores Árbitro(s): Luis Quiroz | Asistencia: 42 000 espectadores Árbitro(s): Luis Quiroz |

- Liga Deportiva Universitaria ganó 2 - 1 en el marcador global.

|                                                  |
|                                                  |
| Campeón Liga Deportiva Universitaria 11.º título |

### Clasificación a la Copa Sudamericana 2019
| Equipo                    | Método de clasificación          |
| ------------------------- | -------------------------------- |
| Sociedad Deportiva Aucas  | 8.° puesto de la tabla acumulada |
| Mushuc Runa Sporting Club | Campeón de la Serie B 2018       |

#### Ida
| 11 de diciembre de 2018, 12:00 | Mushuc Runa | 1:0 (0:0)                                    | Aucas | Estadio Mushuc Runa COAC, Ambato                      |                                                       |
|                                | Renato 88'  | FEF Reporte La Red Reporte Soccerway Reporte |       | Asistencia: 5000 espectadores Árbitro(s): Marlon Vera | Asistencia: 5000 espectadores Árbitro(s): Marlon Vera |

#### Vuelta
| 15 de diciembre de 2018, 12:00 | Aucas                   | 2:2 (0:1) (Global 2:3)                       | Mushuc Runa               | Estadio Gonzalo Pozo Ripalda, Quito |                             |
|                                | Montaño 72' · Govea 86' | FEF Reporte La Red Reporte Soccerway Reporte | Estupiñán 42' · Rivas 70' | Árbitro(s): Vinicio Espinel         | Árbitro(s): Vinicio Espinel |

- Mushuc Runa ganó la serie por un global de 3 - 2.

| Clasificado a Copa Sudamericana 2019 Mushuc Runa Sporting Club (Ecuador 4) |

## Goleadores
- Actualizado en 16 de diciembre de 2018.

| Pos. | Jugador         | Equipo                | Goles | Partidos | Promedio | Minutos | Penalti |
| ---- | --------------- | --------------------- | ----- | -------- | -------- | ------- | ------- |
| 1    | Jhon Cifuente   | Universidad Católica  | 37    | 43       | 0.86     | 3825    | 5       |
| 2    | Bryan Angulo    | Emelec                | 29    | 41       | 0.71     | 3520    | 4       |
| 3    | Edson Montaño   | Aucas                 | 25    | 41       | 0.61     | 3639    | 7       |
| 4    | Carlos Garcés   | Delfín                | 20    | 41       | 0.49     | 3673    | 5       |
| 5    | Juan Tévez      | Macará                | 18    | 43       | 0.42     | 3752    | 4       |
| 6    | Juan Anangonó   | Liga de Quito         | 16    | 35       | 0.46     | 2236    | -       |
| 7    | Juan Dinenno    | Barcelona             | 16    | 40       | 0.40     | 2622    | 2       |
| 8    | Andrés Chicaiza | Delfín                | 16    | 42       | 0.38     | 3358    | 1       |
| 9    | Diego Armas     | Técnico Universitario | 13    | 41       | 0.32     | 3590    | 5       |
| 10   | Anderson Julio  | Liga de Quito         | 12    | 45       | 0.27     | 3410    | -       |

## Máximos asistentes
- Actualizado en 2 de diciembre de 2018.

| Pos. | Jugador         | Equipo               | Asistencias |
| ---- | --------------- | -------------------- | ----------- |
| 1    | Carlos Garcés   | Delfín               | 10          |
| 2    | Andrés López    | Universidad Católica | 10          |
| 3    | Damián Díaz     | Barcelona            | 9           |
| 4    | Hernán Barcos   | Liga de Quito        | 7           |
| 5    | Jeison Chalá    | Universidad Católica | 7           |
| 6    | Ángel Gracia    | El Nacional          | 7           |
| 7    | Jhojan Julio    | Liga de Quito        | 7           |
| 8    | Henry Patta     | Delfín               | 6           |
| 9    | José Quintero   | Liga de Quito        | 6           |
| 10   | Edison Preciado | Deportivo Cuenca     | 6           |

### Tripletes, Pokers o más
- Actualizado en 2 de diciembre de 2018.

| Fecha      | Jugador        | Goles | Local         | Resultado | Visitante            |
| ---------- | -------------- | ----- | ------------- | --------- | -------------------- |
| 08/04/2018 | Edson Montaño  | 3     | Aucas         | 4 - 0     | Deportivo Cuenca     |
| 04/06/2018 | Francisco Mera | 3     | Delfín        | 5 - 2     | Universidad Católica |
| 13/10/2018 | Edson Montaño  | 3     | Aucas         | 3 - 2     | El Nacional          |
| 05/11/2018 | Juan Anangonó  | 3     | Liga de Quito | 4 - 1     | Guayaquil City       |
| 02/12/2018 | Juan Tévez     | 3     | Macará        | 6 - 1     | Guayaquil City       |

### Autogoles
- Actualizado en 2 de diciembre de 2018.

| Jugador             | Equipo                  | Autogoles | Contra                               |
| ------------------- | ----------------------- | --------- | ------------------------------------ |
| Moisés Corozo       | Macará                  | 2         | Deportivo Cuenca y Barcelona         |
| César Batalla       | El Nacional             | 2         | Liga de Quito y Universidad Católica |
| Andrés López        | Universidad Católica    | 2         | Independiente del Valle y Barcelona  |
| Charles Vélez       | Técnico Universitario   | 1         | Liga de Quito                        |
| Juan Dinenno        | Barcelona               | 1         | Macará                               |
| Juan Gabriel Lara   | Aucas                   | 1         | Guayaquil City                       |
| Eder Moscoso        | Técnico Universitario   | 1         | El Nacional                          |
| Juan Carlos Paredes | Emelec                  | 1         | Aucas                                |
| Michael Estrada     | Independiente del Valle | 1         | Emelec                               |
| Roberto Luzarraga   | Delfín                  | 1         | Liga de Quito                        |
| José Hurtado        | Guayaquil City          | 1         | Delfín                               |
| Jhonny Quiñónez     | Aucas                   | 1         | Emelec                               |
| Roberto Garcés      | El Nacional             | 1         | Delfín                               |